# Tupaia chrysogaster
La tupaya de vientre dorado (Tupaia chrysogaster) es una especie de tupaya de la familia de los Tupaidos.

## Distribución geográfica
Es endémico de las selvas de las islas Mentawai (Indonesia).

## Estado de conservación
Se encuentra amenazada de extinción por la pérdida de su hábitat natural.